# Cyclosma glamis
Cyclosma glamis is een vlinder uit de familie van de dikkopjes (Hesperiidae). De wetenschappelijke naam van de soort is voor het eerst geldig gepubliceerd in 1955 door William Harry Evans.